# LaFayette L. Patterson
LaFayette Lee Patterson (* 23. August 1888 nahe Delta, Clay County, Alabama; † 3. März 1987 in Birmingham, Jefferson County, Alabama) war ein US-amerikanischer Lehrer, Geschäftsmann und Politiker (Demokratische Partei).

## Leben
LaFayette Lee Patterson besuchte Dorfschulen. Dann ging er landwirtschaftlichen Tätigkeiten nach und unterrichtete selbst an Dorfschulen. Er graduierte 1922 am Jacksonville State Teachers’ College, 1924 am Birmingham-Southern College und 1927 an der Stanford University. Während dieser Zeit war er zwischen 1924 und 1926 als Superintendent of Education für den Tallapoosa County (Alabama) tätig.
Patterson verfolgte ebenfalls eine politische Laufbahn. Er wurde in den 70. US-Kongress gewählt, um dort die Vakanz zu füllen, die durch den Rücktritt von William B. Bowling entstand. Patterson wurde in die zwei nachfolgenden US-Kongresse wiedergewählt. Bei seiner Kandidatur 1932 um eine Nominierung für den 73. US-Kongress erlitt er eine Niederlage. Er war im US-Repräsentantenhaus vom 6. November 1928 bis zum 3. März 1933 tätig. Während dieser Zeit zog er 1931 nach Gadsden (Alabama).
Nach dem Ende seiner Amtszeit im US-Kongress ging er zwischen 1933 und 1943 einer Beschäftigung als Außendienstmitarbeiter für die Agricultural Adjustment Administration nach. Dann war er zwischen 1943 und 1945 als Special Assistant für die War Food Administration tätig und zwischen 1945 und 1947 als Sonderberater für das Landwirtschaftsminister.
Patterson war 1948 als Verbindungsmann (liaison officer) für das Democratic National Committee tätig. Dann bekleidete er zwischen 1948 und 1951 eine Stellung als Hochschulassistent für Geschichte am Jacksonville State College. Er nahm 1952 als Delegierter (at large) an der Democratic National Convention teil. Im gleichen Jahr zog er nach Raleigh (North Carolina), wo er dann als Reiseveranstalter tätig war. Er kehrte 1965 nach Alabama zurück, wo seine Tätigkeit als Lehrer wieder aufnahm. Er ließ sich in Montgomery nieder.
Patterson verstarb 1987 in Birmingham, sein Leichnam wurde nach New Site (Alabama) überführt, wo er auf dem Bethlehem Cemetery beigesetzt wurde.